# Das fliegende Klassenzimmer
Das fliegende Klassenzimmer ist ein Roman für Kinder des deutschen Schriftstellers Erich Kästner und seines langjährigen Illustrators Walter Trier, der nach der Machtübernahme der Nationalsozialisten im November 1933 erschien. Erstmals durfte der Name Trier nicht mehr auf seiner Farbillustration auf dem Bucheinband erscheinen. Die ersten beiden Auflagen erschienen noch in der Deutschen Verlags-Anstalt in Stuttgart, alle weiteren bei Atrium in Zürich.

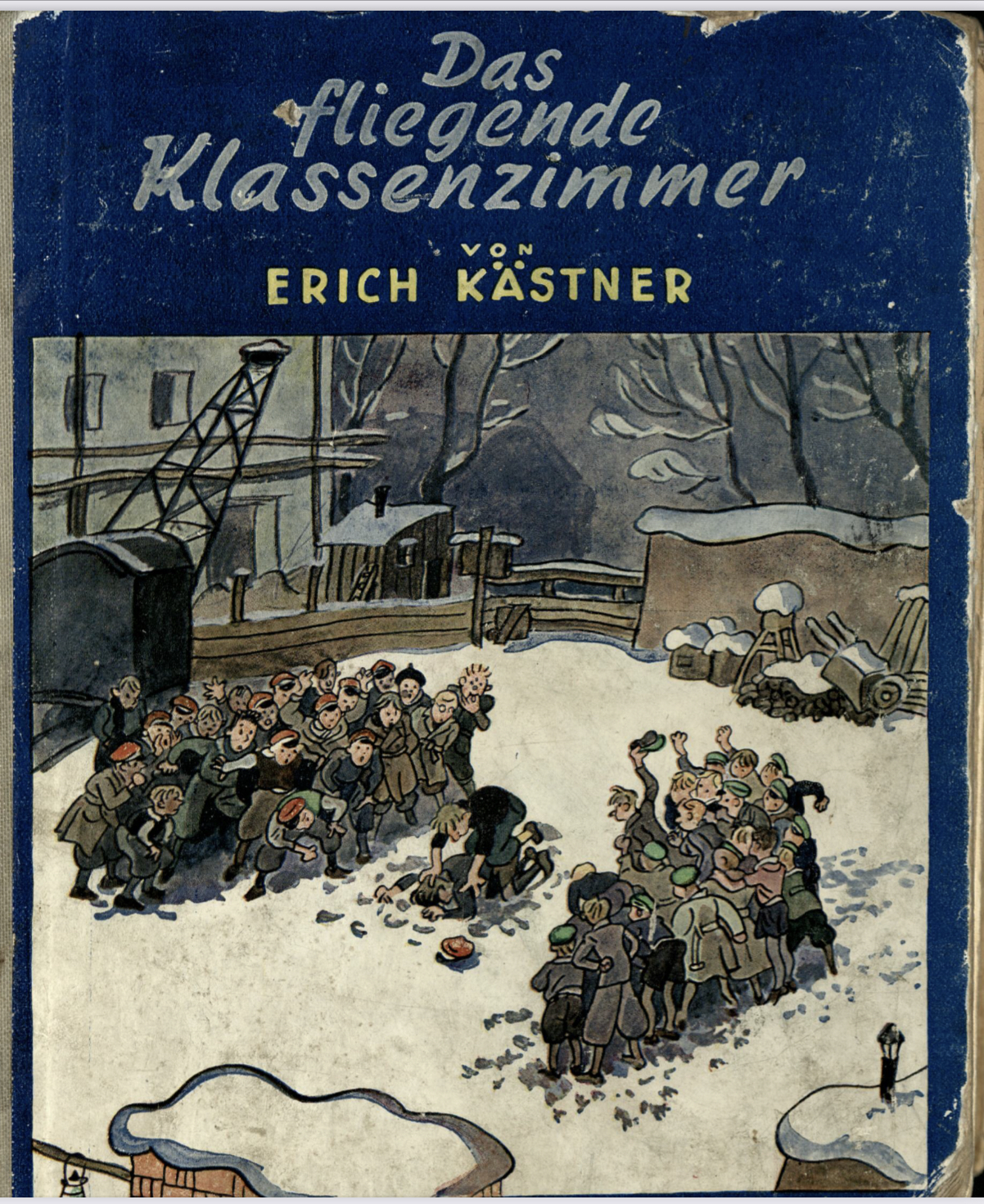
Buchdeckel der Erstausgabe von „Das fliegende Klassenzimmer“
— Walter Trier 1933

## Handlung
Der Roman beginnt mit einer Rahmenhandlung, in der der Autor, Erich Kästner selbst, als Figur auftritt. Die ersten Kapitel beschreiben, wie er beschließt, in seinem Sommer-Urlaub im oberbayerischen Grainau, mit Blick auf die schneebedeckte Zugspitze, eine Weihnachtsgeschichte zu schreiben: Dieser Roman soll von Gymnasiasten eines oberbayerischen Internats kurz vor den Weihnachtsferien handeln. Die Hauptpersonen sind fünf befreundete Internatsschüler, die für die nahende Weihnachtsfeier ihr Theaterstück Das fliegende Klassenzimmer proben und die Vorweihnachtszeit auf unterschiedliche Weise erleben. Es sind dies der Klassenprimus Martin Thaler, gewissenhaft und ein Gerechtigkeitsfanatiker, der wegen der Armut seiner Eltern über Weihnachten nicht nach Hause fahren kann; der von seinen leiblichen Eltern verlassene schweigsame und introvertierte Jonathan „Johnny“ Trotz, der Weihnachten im Internat verbringt, da sein Adoptivvater ein Überseekapitän ist; Matthias Selbmann, körperlich stark, dickfellig und gutmütig, der sich auf den Punchingball freut, den er zu Weihnachten bekommen soll, weil er Max Schmeling nacheifert; Ulrich „Uli“ von Simmern, sensibel und furchtsam, der noch vor Weihnachten beweisen will, dass er kein Feigling ist, und der intelligente und komplizierte Sebastian Frank, der Weihnachten und das gegenseitige Beschenken eigentlich für sinnlos erachtet, sich aber dennoch an die Tradition halten will. Dazu kommen als Erwachsene Dr. Johann „Justus“ (der Gerechte) Bökh, der von allen verehrte Hauslehrer des Internats, sowie der „Nichtraucher“, ein rauchender Hobbypianist, der als Aussteiger in einem Nichtraucherwaggon der Reichsbahn lebt; wie sich herausstellt, war er früher Arzt.
Die Geschichte besteht aus einzelnen Episoden. Zunächst wird der Klassenkamerad Rudi Kreuzkamm, der Sohn des Deutschlehrers, mitsamt den Diktatheften der Klasse seines Vaters von Schülern der traditionell verfeindeten Realschule entführt und in einem Keller gefangengehalten. Eine Schneeballschlacht zwischen den beiden Schulen droht. Der Nichtraucher schlägt vor, dass stellvertretend der stärkste Realschüler (ein Junge namens Heinrich Wawerka) gegen den stärksten Gymnasiasten (Matthias Selbmann, genannt Matz) kämpfen, und der Sieger des Kampfes auch der Sieger des Schulkrieges sein soll. Matz gewinnt den Kampf, doch die Realschüler brechen ihr Wort und lassen den Gefangenen nicht frei. Die fünf Gymnasiasten müssen ihren Kameraden Rudi Kreuzkamm mit Gewalt befreien, stellen aber fest, dass die Diktathefte vor den Augen des Gefangenen verbrannt worden sind. Es folgt ein strenges Verhör der Kinder durch ihren Hauslehrer Dr. Bökh, der für ihren unerlaubten „Ausgang“ allerdings Verständnis aufbringt und darum auf eine drakonische Strafe verzichtet, weil er die Zivilcourage der Kinder bewundert.
Weitere Episoden sind die Proben für das Theaterstück mit dem Titel Das fliegende Klassenzimmer, das vor Weihnachten aufgeführt werden soll; sodann Ulis verzweifelter Nachweis seines Mutes, als er mit einem Regenschirm in der Hand von einem Klettergerüst springt und sich das Bein bricht; dann die von den Schülern arrangierte Zusammenführung Dr. Bökhs mit seinem verloren geglaubten Freund, nämlich dem „Nichtraucher“; die weihnachtliche Heimfahrt Martin Thalers zu seinen mittellosen Eltern, nachdem Dr. Bökh Martin das Reisegeld geschenkt hat.
Am Ende wird die Rahmenhandlung wieder aufgegriffen, und der Autor erzählt, wie er zwei Jahre später in Berlin (in der ersten Verfilmung im Münchner Hofgarten) mit Johnny Trotz und seinem Adoptivvater zusammentrifft. Alle seine Kameraden und er sind selbstständige Persönlichkeiten geworden, alle auf ihre Weise couragiert und lebensfroh. Bemerkenswerterweise ist Uli nun der Durchsetzungsfähigste von allen.
Nach den Olympischen Winterspielen 1936 schrieb Kästner als Fortsetzung eine Kurzgeschichte unter dem Titel: Zwei Schüler sind verschwunden. In dieser Kurzgeschichte reißen die Tertianer Matthias und Uli aus dem Internat in Kirchberg nach Garmisch-Partenkirchen aus, um bei den Winterspielen zuzusehen. Dabei freunden sie sich mit einem englischen Eishockeyspieler an.

## Rezeption
Katharina Döbler betonte im Jahr 2003, Kästners damals 70 Jahre altes Kinderbuch sei geeignet, Zeiten und Epochen zu überdauern, weil die Grundprobleme, die darin angesprochen würden, nicht zeitgebunden seien. Die „hässlichen Grunderfahrungen der Kindheit“ wie das Verlassenwerden, das Johnny Trotz als Kleinkind erlebt, der verzweifelte Wunsch nach Anerkennung, der den kleinen Uli von Simmern zu seiner gefährlichen Mutprobe verleitet, und die Einschränkungen durch Armut, mit denen Martin Thaler und seine Familie umgehen müssen, gebe es nach wie vor. Döbler lobt den Aufbau eines Bollwerks der Freundschaft gegen derartige Bitternisse. „Man merkt es dem Buch an: das Geschnarre, die strengen Hierarchien, der Kult männlicher Kampf- und Kameradschaftsrituale. Es erschien im Jahr 1933.“
Der Germanist und Literaturwissenschaftler Alwin Binder schrieb im Jahr 1980, dass sich am Kommunikationsverhalten im Fliegenden Klassenzimmer zeige, wie von Erich Kästner in seinen Kinderbüchern als vorbildlich dargestellte Personen Maximen und Verhaltensmuster vermitteln, die seinen aufklärerischen Intentionen widersprechen. Statt Lösungen im Dialog würden Gewaltlösungen propagiert (Zweikampf, Schneeballschlacht). Selbstüberwindung werde als Tugend dargestellt (Mutprobe Ullis, der überdies als Prototyp eines tapferen Helden gemäß der NS-Ideologie dargestellt sei). Auch würden die Ursachen für Armut nicht zum Thema gemacht.

## Verfilmungen
Das fliegende Klassenzimmer wurde viermal verfilmt. Das fliegende Klassenzimmer (1954) hält sich dabei am genauesten an die Romanvorlage. Hier taucht Erich Kästner als er selbst und Erzähler auf.
In der zweiten Verfilmung Das fliegende Klassenzimmer (1973) wurde auf die Vorgeschichte, in der Erich Kästner erzählt, wie er den Roman Das fliegende Klassenzimmer schreibt, verzichtet. Ansonsten wurden nur sehr leichte Anpassungen an die veränderten Lebensbedingungen der 1970er-Jahre gemacht. Allerdings wurde die Handlung, die im Roman im Winter spielt, in den Sommer verlegt und das Ende stark abgeändert – so fliegt im Film am Ende die komplette Schulklasse nach Mombasa und lässt so das Fliegende Klassenzimmer Wirklichkeit werden.
Die größten Änderungen an der Originalgeschichte erfolgten dann in Das fliegende Klassenzimmer (2003). Auf die im Buch recht ausführlich geschilderten Massenprügelszenen wird weitgehend verzichtet. Die Hauptrollen (Identifikationsfiguren) werden als friedliebende Schüler dargestellt, die unter den Attacken der „Externen“ (nicht im Internat lebenden Mitschülern) leiden. Die Angriffe der externen Mitschüler wurden zu zeitgenössischen Themen wie „Schulwegmobbing“ umgedeutet. Außerdem wird das Geschehen von einem normalen Internat in das Internat des Thomanerchors Leipzig verlegt.
Im Jahr 2023 erfolgte eine weitere Verfilmung, die die Handlung in den Sommer und nach Südtirol verlegt. Dabei sind einige zentrale Rollen, im Original nur Männer und Knaben, in weibliche und gar eine queere umgeschrieben. So wird beispielsweise aus Martin Martina, der Schuldirektor wird zur Frau Kreutzkamm. An die 2020er Jahre angepasst, versuchen die Schülerinnen und Schüler mit Handys einen Film Das fliegende Klassenzimmer zu drehen (was misslingt). Die Rahmenhandlung ist völlig ausgetauscht: sie dreht sich um Martina, die aus einer prekären Berliner Familie mit alleinerziehender Mutter stammt und zur Erlangung eines Stipendiums das Südtiroler Internat für einige Wochen besucht. Die Grundcharaktere der Vorlage sind jedoch gut erkennbar, die wichtigsten Botschaften Kästners auch in dieser Art Neuverpackung deutlich herausgearbeitet.

## Bühne
Kästners Roman wurde auch für die Bühne adaptiert. 
- 2012: Das fliegende Klassenzimmer 
Junges Theater Bonn[8]
- 2014: Das fliegende Klassenzimmer 
Bühnenfassung: Franziska Steiof[9]
- 2016: Das fliegende Klassenzimmer
Musik: Jherek Bischoff, Theater Basel[10]
- 2023: Das fliegende Klassenzimmer
Musik: Katrin Schweiger, Text: Marco Dott
Salzburger Landestheater[11][12]
- 2023: Das fliegende Klassenzimmer
Musik: Lucia Ronchetti, Text: Friederike Karig
Junge Oper, Theater Duisburg[13]